# Malá Čierna
Malá Čierna (en hongrois : Kiscserna) est une commune de la région de Žilina, en Slovaquie.

## Histoire
La première mention écrite du village date de 1471.

## Démographie

### Évolution de la population
| Année:               | 1994. | 2004.   | 2014.   | 2024.   |
| -------------------- | ----- | ------- | ------- | ------- |
| Nombre de personnes: | 307   | 333     | 366     | 335     |
| Différence:          |       | +8,46 % | +9,90 % | -8,46 % |

| Année:               | 2023. | 2024.   |
| -------------------- | ----- | ------- |
| Nombre de personnes: | 322   | 335     |
| Différence:          |       | +4,03 % |